# 羞怯杜鹃
羞怯杜鹃（学名：Rhododendron pudorosum）为杜鹃花科杜鹃花属下的一个种。

## 扩展阅读
維基物種上的相關：羞怯杜鹃